# Cofidis (wielerploeg)/2000
Deze pagina geeft een overzicht van de wielerploeg Cofidis in 2000.
| Naam                          | Geboortedatum | Nationaliteit       | Ploeg 1999   |
| ----------------------------- | ------------- | ------------------- | ------------ |
| Mickaël Bourgain              | 28-05-1980    | Frankrijk           |              |
| Steve De Wolf                 | 31-08-1975    | België              |              |
| Laurent Desbiens              | 16-09-1969    | Frankrijk           |              |
| Peter Farazijn                | 27-01-1969    | België              |              |
| Tom Flammang                  | 12-01-1978    | Luxemburg           | beloften     |
| Laurent Gané                  | 07-03-1973    | Frankrijk           |              |
| Philippe Gaumont              | 22-02-1973    | Frankrijk           |              |
| Stéphane Kraff                | 16-10-1979    | Frankrijk           | beloften     |
| Claude Lamour                 | 18-10-1969    | Frankrijk           |              |
| Yoann Le Boulanger            | 04-11-1975    | Frankrijk           | beloften     |
| David Lefèvre                 | 29-04-1972    | Frankrijk           | Casino       |
| Laurent Lefèvre               | 02-07-1976    | Frankrijk           | Festina      |
| Massimiliano Lelli            | 02-12-1967    | Italië              |              |
| Vincent Le Quellec            | 08-02-1975    | Frankrijk           |              |
| Thierry Loder                 | 15-12-1975    | Frankrijk           |              |
| Angelo Lopeboselli            | 10-04-1977    | Italië              | beloften     |
| Nico Mattan                   | 17-07-1971    | België              |              |
| Roland Meier                  | 22-11-1967    | Zwitserland         |              |
| David Millar                  | 04-01-1977    | Verenigd Koninkrijk |              |
| David Moncoutié               | 30-04-1975    | Frankrijk           |              |
| Francis Moreau                | 21-07-1965    | Frankrijk           |              |
| Chris Peers                   | 03-03-1970    | België              | Lotto        |
| Jo Planckaert                 | 16-12-1970    | België              | Lotto        |
| Damien Pommereau              | 12-05-1978    | Frankrijk           | beloften     |
| Arnaud Prétot                 | 16-08-1971    | Frankrijk           |              |
| Christophe Rinero             | 29-12-1973    | Frankrijk           |              |
| Robert Sassone                | 23-11-1978    | Frankrijk           | beloften     |
| Juris Silovs                  | 27-01-1973    | Letland             | Jack & Jones |
| Janek Tombak                  | 22-07-1976    | Estland             |              |
| Arnaud Tournant               | 05-04-1978    | Frankrijk           |              |
| Frank Vandenbroucke           | 06-11-1974    | België              |              |
| Stagiairs (vanaf 1 september) |               |                     |              |
| Samuel Bonnet                 | 13-07-1978    | Frankrijk           |              |
| Steven Fogen                  | 28-09-1979    | Luxemburg           |              |
| Yann Tournier                 | 26-10-1978    | Frankrijk           |              |

## Overwinningen
Ster van Bessèges
4e etappe (ploegentijdrit)
Eindklassement: Jo Planckaert
Ruta del Sol
5e etappe: Jo Planckaert
GP de Lillers
Francis Moreau
Tro Bro Léon
Jo Planckaert
Route du Sud
2e etappe: David Millar
Ronde van Frankrijk
1e etappe: David Millar
Ronde van Wallonië
1e etappe: Jo Planckaert
Tour de Limousin
1e etappe: Jo Planckaert
Continentale Classic
Chris Peers
Ronde van de Toekomst
6e etappe: Janek Tombak
7e etappe: David Moncoutié
Ronde van Hessen
3e etappe: Janek Tombak
4e etappe: Janek Tombak
Gullegem Koerse
Nico Mattan
Mannen: 1997 · 1998 · 1999 · 2000 · 2001 · 2002 · 2003 · 2004 · 2005 · 2006 · 2007 · 2008 · 2009 · 2010 · 2011 · 2012 · 2013 · 2014 · 2015 · 2016 · 2017 · 2018 · 2019 · 2020 · 2021 · 2022 · 2023 · 2024 · 2025
Vrouwen:2022 · 2023 · 2024 · 2025